# Gmina Linköping
Gmina Linköping (szw. Linköpings kommun) – gmina w Szwecji, w regionie Östergötland, z siedzibą w Linköping.
Pod względem zaludnienia Linköping jest 5. gminą w Szwecji. Zamieszkuje ją 136 912 osób, z czego 49,73% to kobiety (68 080) i 50,27% to mężczyźni (68 832). W gminie zameldowanych jest 5675 cudzoziemców. Na każdy kilometr kwadratowy przypada 95,74 mieszkańca. Pod względem wielkości gmina zajmuje 66. miejsce.
Na terenie gminy znajduje się rezerwat przyrodniczy Vessers udde, którego roślinność opisał Erik Julin.